# Afrikansk sardinell
Afrikansk sardinell (Sardinella maderensis) är en fiskart som först beskrevs av Lowe, 1838.  Afrikansk sardinell ingår i släktet Sardinella och familjen sillfiskar. Inga underarter finns listade i Catalogue of Life.